# Carpiodes cyprinus
Carpiodes cyprinus là một loài cá thuộc họ Cá mõm trâu. Loài này phân bố rộng rãi ở phía đông và trung bộ Hoa Kỳ và được tìm thấy thường xuyên nhất trong sông, lạch và hồ nước trong có đáy bùn. Chúng ăn côn trùng ấu trùng và các sinh vật khác trong trầm tích.

## Hình ảnh

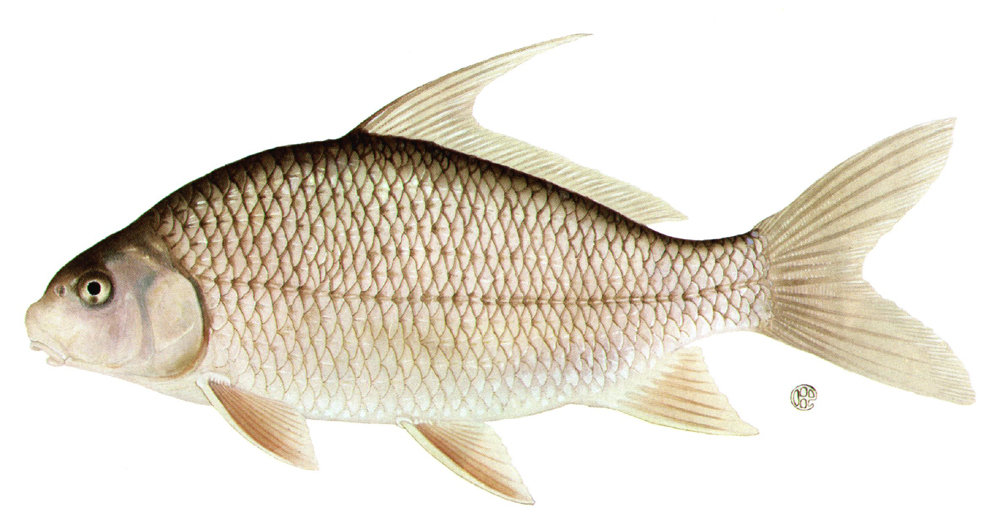
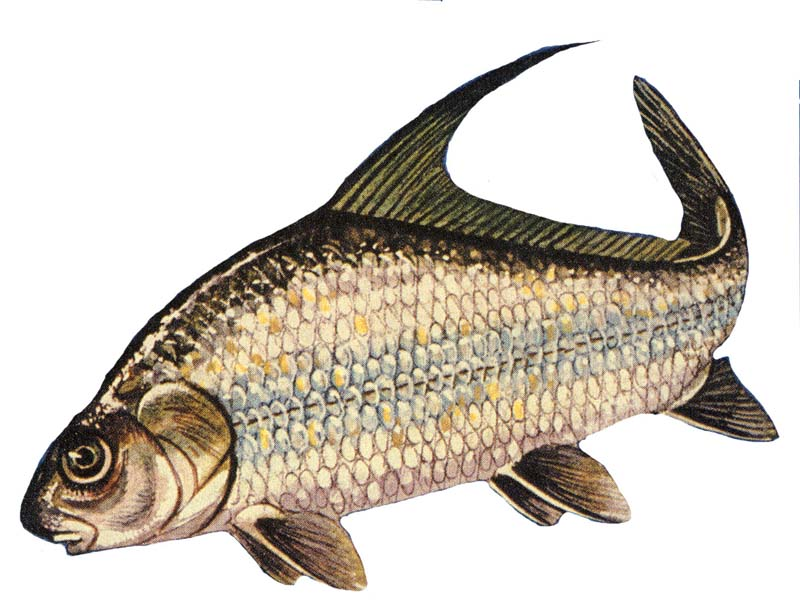